# Erminio Gatti
Erminio Gatti (fl. XX secolo) è stato un calciatore italiano, di ruolo difensore.

## Carriera
Con il Derthona disputa 34 gare segnando 2 reti nei campionati di Prima Divisione 1922-1923 e 1924-1925.